# Saad Shaddad Al-Asmari

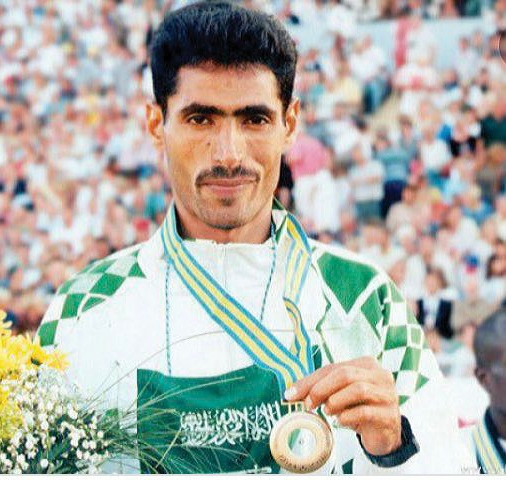
Saad Shaddad Al-Asmari

Saad Shaddad Al-Asmari, född den 24 september 1968, är en saudisk före detta friidrottare som tävlade i hinderlöpning.
Al-Asmaris främsta merit är hans bronsmedalj på 3 000 meter hinder vid VM 1995 i Göteborg. Han slutade på fjärde plats vid VM 1997 i Aten.

## Personliga rekord
- 3 000 meter hinder - 8.08,14